# Roar Ege
Le Roar Ege est le nom donné à une réplique du bateau viking exposé au Musée des navires vikings de Roskilde (Danemark) sous le nom de Skuldelev 3 , probablement  de type byrding, un petit navire de transport.

Skuldelev 3 une épave trouvée en 1962 dans le fjord de Roskilde avec quatre autres nommées Skuldelev (bateaux de Roskilde).

Le port d'attache du Roar Ege est le port du Musée des navires vikings de Roskilde où il a été construit en 1984.